# Voormalig rijksbeschermd gezicht Hellouw
Gezicht Hellouw is een voormalig beschermd dorpsgezicht in Hellouw in de Nederlandse provincie Gelderland. De procedure voor aanwijzing werd gestart op 5 november 1987. Het gebied werd op 14 september 1993 definitief aangewezen. Het beschermd gezicht besloeg een oppervlakte van 19,8 hectare. In 1997 werd de bescherming ingetrokken.